# Diodurum
Diodurum est une importante ville gallo-romaine de la cité des Carnutes. Elle se trouve sur le territoire de l'actuelle commune de Jouars-Pontchartrain (Yvelines). Elle est considérée comme le site administratif et commercial gallo-romain le plus important d'Île-de-France.

## Étymologie
La localité antique de Diodurum ne se trouve mentionnée que dans l’Itinéraire d'Antonin sous la forme Dioduro, forme latine tardive issue du gaulois divo-> dio- « divin », associé à duron à l'origine « porte », puis « marché enclos, place, forum », enfin « ville close, bourg ». Il a donné le toponyme Jouars par évolution phonétique romane.

## Histoire
Les origines de la cité gallo-romaine de Diodurum remonterait au Ier siècle av. J.-C. Elle fut habitée jusqu’au VIe siècle.
Diodurum se situait à un carrefour stratégique entre plusieurs voies de transports, notamment sur la voie allant de Lutèce à Durocasses (Dreux), ainsi que de Caesaromagus (Beauvais) à Autricum (Chartres) et Cenabum (Orléans). Le site est devenu par la suite, au XIIe siècle, une ferme cistercienne nommée ferme d'Ithe, qui dépendait de l'abbaye cistercienne Notre-Dame des Vaux de Cernay, située à une vingtaine de kilomètres au sud.
Évoqué dès le XVIIIe siècle, le site de Diodurum était connu dans les années 1950, mais ne fut véritablement fouillé qu'au moment des travaux de déviation de la route nationale 12.
Les fouilles liées aux travaux de la RN 12 sont à l'origine de la création de l'association pour la protection du site archéologique de Diodurum (APSAD). Son objectif est de réaliser un musée à ciel ouvert sur le site.

## Vestiges
Les fouilles archéologiques effectuées entre 1994 et 1998, au titre de l’archéologie préventive ont permis de mettre au jour de nombreux vestiges :
- nécropoles,
- temples, sanctuaires,
- habitats,
- ruines d’un théâtre antique….

Depuis 2003, le site fait l'objet d'un programme de recherche archéologique sur le bâti cistercien et sur un quartier de l'ancienne cité antique.